# フィリップ・マクドナルド
フィリップ・マクドナルド（Philip MacDonald、1900年11月5日 - 1980年12月10日）は、イギリスの推理作家、脚本家。ロンドン生まれ。祖父は児童向けファンタジー作家のジョージ・マクドナルド、父は作家のロナルド・マクドナルド、母は女優のコンスタンス・ロバートソン。オリバー・フレミング、アンソニー・ローレス、マーティン･ポーロック、W・J・スチュアートなど複数の筆名を使用した。

## 経歴
1900年11月5日、イギリスロンドンに生まれる。第一次世界大戦中は、メソポタミアで英国騎馬隊で軍馬の調教に従事した。1924年刊行の『鑢』が注目を集め専業作家となる。同作をはじめ『Xに対する逮捕状』『エイドリアン・メッセンジャーのリスト』ほかアントニー・ゲスリン大佐が探偵役をつとめる作品が代表作である。作家のF・ルース・ハワードと結婚した後、1931年に渡米しハリウッドで脚本家として活動を始める。ラジオやテレビの脚本も多数手がけた。1953年と1956年にエドガー賞の最優秀短編賞を受賞した。
映画の脚本は自身の著書を原作としたものだけでなく、中国系の刑事チャーリー・チャンシリーズ（アール・デア・ビガーズ原作）、日本人ミスター・モトシリーズ（J・P・マーカンド原作）などのオリジナル脚本も多く執筆した。ダフネ・デュ・モーリアの小説『レベッカ』の脚色も手がけ、それをもとに同映画（アルフレッド・ヒッチコック監督）の脚本を仕上げたロバート・E・シャーウッドらはアカデミー脚色賞にノミネートされた。
1980年12月10日、カリフォルニア州ロサンゼルスのウッドランドヒルズにて死没。

## 作品リスト

### 小説

#### アントニー･ゲスリンシリーズ
- The Rasp (1924)
  - 鑢（やすり） -名探偵ゲスリン登場-（1983年10月、創元推理文庫、吉田誠一訳、ISBN 4-488-17102-8）
- The White Crow (1928)
- The Noose (1930)
- The Link (1930)
- The Wraith (1931)
- The Choice (1931)
- The Crime Conductor (1931)
- The Maze (1931)
  - 迷路（2000年、早川書房、田村義進訳、ISBN 4-15-001687-9）
- Murder Gone Mad (1931)
  - 狂った殺人（2014年4月、論創社、鈴木景子訳、ISBN 978-4-8460-1320-2）

　※……ゲスリン大佐の協力者・パイク警視がメインの、シリーズ番外編。
- Rope to Spare (1932)
- Death on My Left (1933)
- Warrant for X (1938)
  - Xに対する逮捕状（2009年12月、創元推理文庫、真野明裕訳、ISBN 978-4-488-17105-6）
- The List of Adrian Messenger (1959)
  - ゲスリン最後の事件（1983年5月、創元推理文庫、真野明裕訳、ISBN 978-4-488-17101-8）
  - エイドリアン・メッセンジャーのリスト（改題、1997年11月、創元推理文庫、真野明裕訳、ISBN 978-4-488-17103-2）

#### その他
- Queen's Mate (1926)
- Patrol (1927) - 「The Lost Patrol」として映画化
- Likeness of Exe (1929)
- Rynox (1930)
  - ライノクス殺人事件（2008年3月、創元推理文庫、霜島義明訳、ISBN 978-4-488-17104-9）
- R.I.P. (1933)
  - 生ける死者に眠りを（2016年10月、論創海外ミステリ、鈴木景子訳）
- The Dark Wheel (1948)
- Guest in the House (1956)

短編集
- Someting to Hide (1953) 　エドガー賞短編賞受賞
- The Man out of the Rain (1957)  「Dream No More（夢見るなかれ）」でエドガー賞短編賞受賞
- Death and Chicanery (1962)

オリバー・フレミング名義（2作とも父ロナルドとの合作）
- Ambrotox and Limping Dick (1920)
- The Spandau Quid (1923)

アンソニー・ローレス名義
- Harbour (1931)
- Moonfisher (1931)

マーティン・ポーロック名義
- Mystery at Friar's Pardon (1931)
  - フライアーズ・パードン館の謎（2005年、原書房、白須清美訳、ISBN 4-562-03881-0）
- Mystery in Kensington Gore (1932)
- X v. Rex (1933)
  - 殺人鬼対皇帝（1939年に井上良夫の訳で「新青年」に掲載）

W・J・スチュアート名義
- 禁断の惑星 Forbidden Planet (1956) - ノベライズ

ウォレン･スチュアート名義
- The Sword and the Net (1941)

### 主な映像化作品
脚本に携わったものや著作の映像化（「」内が原作）など
- Lost Patrol （1929年、ウォルター・サマーズ監督、「Patrol」）
- The Rasp （1932年、マイケル・パウエル監督、「鑢」）
- Rynox （1932年、マイケル・パウエル監督、「Rynox」）
- The Lost Patrol （1934年、ジョン・フォード監督、「Patrol」）
- Who Killed John Savage? （1937年、モーリス・エルビー監督、「Rynox」）
- A Gentleman's Gentleman （1939年、戯曲、ロイ・ウィリアム・ニール監督）
- Le Collier de Chanvre （1939年、レオン・マト監督、「Rope to Spare」）
- The Nursemaid Who Disappeared （1939年、アーサー・B・ウッズ監督、「Xに対する逮捕状」）
- Nightmare （1942年、ティム・ウィーラン監督）
- Circle of Danger （1951年、ジャック・ターナー監督）
- The Hour of 13 （1952年、ハロルド・フレンチ監督、「殺人鬼対皇帝」）
- 23 Paces to Baker Street （1956年、ヘンリー・ハサウェイ監督、「Xに対する逮捕状」）
- The List of Adrian Messenger （1963年、ジョン・ヒューストン監督、「ゲスリン最後の事件」）